# Catenicula corbulifera
Catenicula corbulifera is een mosdiertjessoort uit de familie van de Alysidiidae. De wetenschappelijke naam van de soort is voor het eerst geldig gepubliceerd in 1924 door O'Donoghue.